# Songs for Sorrow
Albums de Mika
Life in Cartoon Motion
(2007) The Boy Who Knew Too Much
(2009)
Songs for Sorrow est un EP de Mika, sorti le 8 juin 2009. Il comporte un livre de 68 pages et quatre titres inédits, dont deux (Toy Boy et Blue Eyes) figureront par la suite sur l'album The Boy Who Knew Too Much sorti le 18 septembre de la même année.

## Liste des titres
| No | Titre            | Auteur          | Durée |
| -- | ---------------- | --------------- | ----- |
| 1. | Toy Boy          | Mika, Jodi Marr | 3:02  |
| 2. | Lonely Alcoholic | Mika            | 3:08  |
| 3. | Blue Eyes        | Mika            | 2:52  |
| 4. | Lady Jane        | Mika            | 3:19  |